# Resistenza tedesca

Bandiera della Resistenza tedesca proposta da Ernst Wirmer nel 1944

Con il termine resistenza tedesca (in tedesco Widerstand ovvero Resistenza o antifaschistischer Widerstand ossia resistenza antifascista) si fa riferimento all'attività eterogenea di diversi movimenti clandestini - non coordinati fra loro - di opposizione al regime totalitario della Germania nazista. Tra il 1933 e il 1945 vi furono vari episodi di cospirazione più o meno efficace contro la dittatura di Adolf Hitler, che attraverso alcuni influenti antinazisti, riuscirono ad organizzare in diverse occasioni tentativi di assassinio dello stesso leader del Partito nazionalsocialista.
Fu fenomeno per sua stessa definizione "sotterraneo", e seppur privo di unità, la resistenza fu presente in Germania sotto varie forme: partiti politici e istituzioni sociali, ufficiali cospiratori nella Wehrmacht e nel governo di Hitler, reti di spionaggio (cfr. Orchestra Rossa), alcune confessioni religiose, gruppi armati e militarizzati, sebbene il ruolo più importante vada accreditato alle organizzazioni comuniste tedesche, in particolare il Kommunistische Partei Deutschlands.
I documenti dell'apparato repressivo nazista, in particolare quelli della Gestapo e dei diversi tribunali, forniscono un quadro dell'ampiezza della resistenza tedesca al nazismo: dal 1933 al 1939, 225.000 persone furono condannate per motivi politici a pene più o meno lunghe e 1.000.000 circa di tedeschi furono inviati per le stesse ragioni nei campi di concentramento.
Nel solo 1933, il giornalista Curt Bley ritiene che almeno 100.000 persone abbiano compiuto attività antinazista reale.
Durante il 1941, la Gestapo arrestò 11.405 oppositori di sinistra.
Nel periodo tra il 30 gennaio 1933 e la primavera del '36 furono assassinate 1.359 persone dagli agenti del regime nazista.
Negli anni 1935-1936, la Gestapo presumeva l'esistenza di 5.708 centri clandestini di diffusione di volantini e stampa antinazista.
La resistenza tedesca fu inoltre responsabile di 17 attentati alla vita di Adolf Hitler, l'ultimo dei quali, il complotto del 20 luglio, causò la cattura e l'esecuzione di più di 200 oppositori (certi o solo sospettati) del regime, con la conseguente distruzione del movimento di resistenza.

## La resistenza in Germania dal 1933

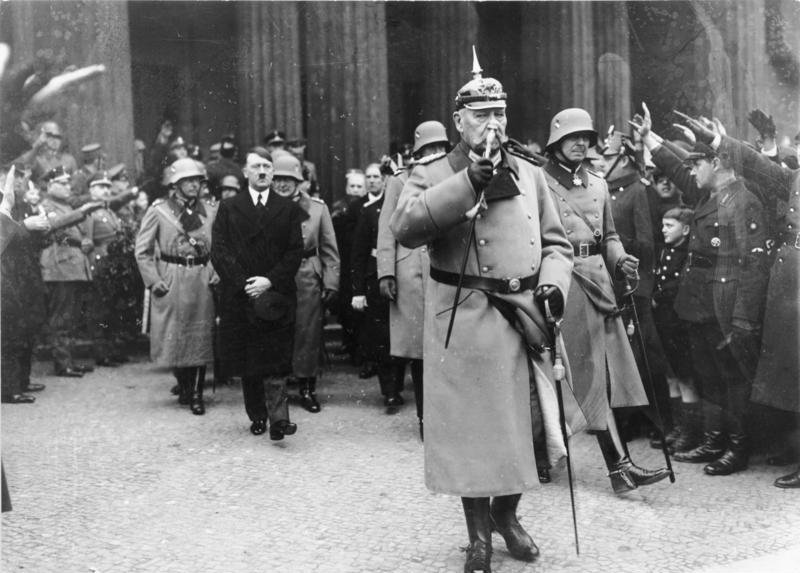
Adolf Hitler alle spalle del Presidente del Reich Paul von Hindenburg il 25 febbraio 1934

Immediatamente prima della nomina di Hitler a cancelliere del Reich, vennero aperti i Lager di Breitenau, Neusustrum, Stettin-Bredow e Börgermoor, sorvegliati dalle SA in quanto le SS contavano al momento pochi aderenti (meno di 10.000).
Dopo la successiva apertura di altri campi di concentramento vennero internati membri del partito comunista, di quello socialdemocratico, sindacalisti ed avversari politici in genere. Subito dopo venne soppressa la stampa comunista a livello locale e nazionale, e venne incendiato il Reichstag, il palazzo del Parlamento, "la baracca dei chiacchieroni" secondo il detto di Hitler.
Venne emanata la legge "per la protezione del popolo e dello Stato" che comportava l'abolizione della libertà di stampa, di riunione, di associazione, l'abolizione della libertà di domicilio, della segretezza epistolare, che implicava anche limitazioni al diritto di proprietà e venne ripristinata la pena di morte per diversi reati.
Per giustificare questa legge si tentò di incolpare i comunisti dell'incendio del Reichstag e, fra il 27 febbraio ed il 5 marzo 1933, giorno delle elezioni generali, vennero reclusi migliaia di funzionari dei partiti della sinistra (anche il segretario del partito comunista Thälmann, da cui prenderà il nome il famoso battaglione antifascista nella Guerra di Spagna), dirigenti sindacali, intellettuali antinazisti e semplici militanti.
I due principali partiti operai, anche se duramente colpiti a livello organizzativo e propagandistico, raggiungevano circa il 30% dei voti ed oltre 200 seggi nel nuovo Parlamento. In particolare a Berlino ottennero il 53% dei voti contro il 31% di quelli dati ai nazionalsocialisti.
Nel nuovo parlamento, dove non potevano naturalmente esser presenti i deputati social-comunisti incarcerati e/o ricercati, si votò con una decisa opposizione dei socialdemocratici la legge che nella pratica consolidava e rendeva "legale" la dittatura nazista: decretava infatti la fine dello Stato di diritto e di ogni garanzia giuridica per cittadini e permetteva al governo di legiferare sia in materia ordinaria che in materia costituzionale.
In sostanza, da quel giorno, il Parlamento non aveva più alcuna autorità, quindi nessuna utilità o funzione. In aprile venne creata la Gestapo. Il proletariato era allo sbando avendo perso capi, stampa e posti di riunione. I luoghi pubblici e birrerie furono poste sotto ferreo controllo degli SS ed SA: nell'arco di pochi mesi venne soppresso anche il partito socialdemocratico e quel che rimaneva del sindacato. La classe operaia rispondeva come poteva, mediante volantinaggi, manifestazioni e comizi improvvisati. Iniziava in tal modo la Resistenza al nazismo.
Dunque le elezioni federali tedesche del 1933 che portarono Adolf Hitler ad assumere la carica di Cancelliere del Reich non ebbero un risultato plebiscitario tanto che, nonostante il partito Nazista fosse il partito di maggioranza relativa, esso non era mai riuscito, anche nelle precedenti consultazioni elettorali, a superare la soglia del 44%; il consenso popolare, anche a dispetto delle forti restrizioni alle libertà civili e dell'emanazione delle leggi razziali, crebbe progressivamente, registrando tuttavia un calo nel periodo che va tra la crisi dei Sudeti e lo scoppio della seconda guerra mondiale. Comunque il sostegno del popolo tedesco non venne mai a mancare concretamente.

## La resistenza di comunisti, socialisti e cristiano-sociali

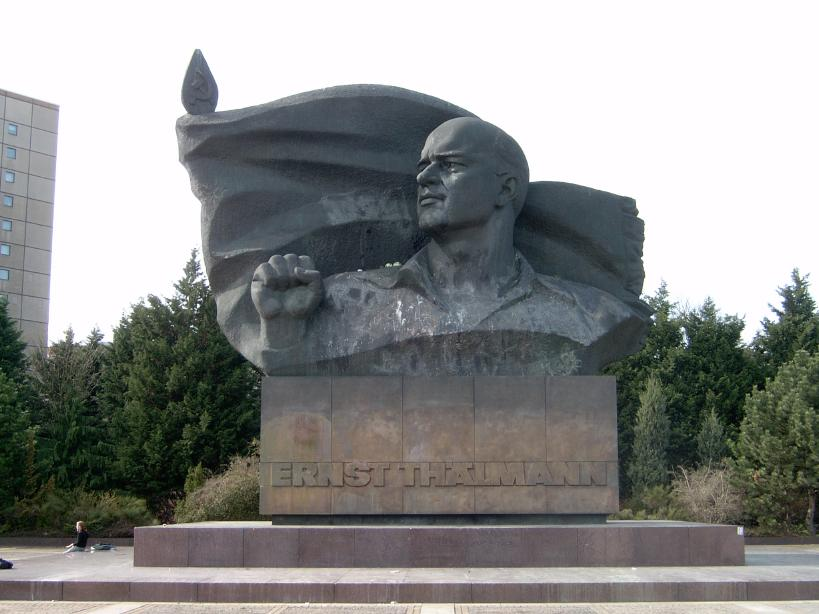
Il monumento a Ernst Thälmann nell'omonimo parco di Berlino

Il termine resistenza non è direttamente utilizzabile in merito al periodo del biennio tra il 1933 ed il 1934, poiché, prima della soppressione della libertà di stampa e dei partiti politici, quotidiani e riviste politiche di opposizione continuarono ad essere pubblicati, così come non vi erano ufficialmente limitazioni alle libertà di associazione o di manifestazione; tuttavia questi mezzi si rivelarono decisamente inefficaci e, prima di essere soppressi, non produssero un movimento di opinione dalla forza sufficiente a creare nei nazisti il timore di un possibile mutamento del quadro politico.
Socialisti e soprattutto comunisti, ben capendo la struttura del nazionalsocialismo, iniziarono immediatamente nel 1933 la resistenza che, rimanendo isolata, venne stroncata da Hitler in pochi anni date le premesse repressive cui si è già fatto accenno. Innumerevoli socialisti e comunisti pagarono con la vita, con torture e/o con arresti nei campi di concentramento. Tali misure scoraggiarono la diffusione e il consolidamento di una base popolare per la Resistenza tedesca al nazismo che non venne aiutata dai governi occidentali, e i cui capi non vennero riconosciuti come validi interlocutori (come accadde anche in Polonia).
Ne consegue che le organizzazioni clandestine vennero facilmente scoperte e distrutte dalla Gestapo e dal SD — Sicherheitsdienst, "servizio di sicurezza" (il controspionaggio). Fra queste ricordiamo a titolo esemplificativo:
- il circolo socialista "Neu Beginnen" (Nuovo Inizio), nel 1935;
- la Sozialistische Front; gruppo di ex-combattenti dei corpi scelti, sia nazionalisti che di sinistra, guidato da Josef Römer (1892-1944), veterano della Prima guerra mondiale, del circolo di Hanna Solf (1887-1954), in seguito strutturato dalla vedova dell'ex-ambasciatore tedesco a Tokio, smantellato il 12 gennaio 1944;
- il gruppo comunista di Anton Saefkow, smantellato il 4 luglio 1944.

Per consistenza numerica ricordiamo:
- il Circolo di Kreisau, di impostazione cristiano-sociale, dal nome del luogo dove si riuniva, strutturato dal conte Helmuth James von Moltke (1907-1945) e dal gesuita Alfred Delp (1907-1945);
- le organizzazioni clandestine vicine al partito comunista tedesco, fra le quali la famosa Die Rote Kapelle (Orchestra Rossa), creata nel 1936 dal tenente Harro Schulze-Boysen (1909-1942) e dall'economista Arvid Harnack (1902-1942).

Tutte queste organizzazioni non riuscirono a strutturarsi in maniera efficiente in un regime poliziesco capillare senza regole e con scarsi, se non nulli, aiuti dall'esterno. Quando i democratici borghesi, i religiosi e, più tardi, alcuni militari del regime, capirono che Hitler metteva in pratica veramente quel che aveva promesso era troppo tardi: la Resistenza dei partiti della sinistra e della classe operaia, base fondamentale per la lotta antifascista, era già spezzata.
Tra il 1935 ed il 1936 operarono, più o meno isolatamente, circa un migliaio di gruppi di oppositori (socialisti, comunisti ed anche conservatori) che limitarono le loro attività alla distribuzione clandestina di volantini, fenomeno controllato con facilità dalla polizia e dalla Gestapo, che arrestarono e deportarono gli oppositori del regime in campi di concentramento (in particolare quello di Dachau), per poi passare all'esilio e alla soppressione.
Di fatto, l'espressione organizzata militarmente più attiva e passata se non alla leggenda senz'altro alla Storia, resta quindi la formazione armata e tra le più efficaci costituita in Spagna come 11ª Brigata Internazionale i cui leader e volontari erano sovente veterani della Prima Guerra Mondiale poi passati all'ideologia marxista e libertaria. La massa di circa 5-6000 volontari tedeschi e austriaci che combatterono in Spagna contro Francisco Franco tra il 1936/39 determinò appunto la formazione della più nota Brigata "Thälmann", ma ancor prima del Battaglione "Etkar Andrè" e altri gruppi minori; molti, fra questi volontari di Spagna riuscirono, per vie più che rocambolesche a raggiungere negli anni 40 l'Unione Sovietica ove furono a disposizione dei servizi segreti o di truppe speciali di incursori o retroguardia.
Non da ultimo, ricordiamo anche il gruppo di resistenza non violenta della Weisse Rose (Rosa Bianca), formato da studenti cristiani (sia cattolici che protestanti), il quale fece ricorso ad azioni di diffusione di opuscoli e sensibilizzazione anti-nazista dal giugno 1942 al febbraio 1943, quando i principali componenti del gruppo vennero arrestati, sottoposti ai processi-farsa senza difesa e condannati a morte. Processi con la particolarità di ricevere pubbliche umiliazioni e urla se presieduti dal presidente del tribunale Roland Freisler.

## La resistenza delle Chiese
Nella Germania nazista anche la Chiesa cattolica e protestante, nonostante una decisa inclinazione a non contrapporsi alle linee di governo, ebbero tra le loro file alcuni "oppositori", quali Martin Niemöller e Dietrich Bonhoeffer, che tuttavia agirono in modo individuale, senza ricevere alcun appoggio da parte dell'Istituzione, mentre personaggi autorevoli, quali i Vescovi Clemens August von Galen e Theophil Wurm, protestarono contro l'attuazione del cosiddetto programma eutanasia, ossia l'eliminazione o la sterilizzazione di tutte le persone affette da malattie genetiche. Un certo numero di preti e dei vescovi cattolici e protestanti attaccò con coraggio ed apertamente il regime inumano di Hitler, anche in pubblico, aiutarono gli ebrei, ma senza riuscire ad allineare le intere comunità religiose contro il regime.
Personaggi e gruppi come il vescovo cattolico Clemens August von Galen, il teologo protestante Dietrich Bonhoeffer (assassinato dai nazisti) e la Bekennende Kirche, formazione critica all'interno della Chiesa Protestante, rimasero isolati: la sola comunità religiosa che restitette in massa fin dall'inizio furono i Testimoni di Geova: su 25.000 adepti 10.000 furono arrestati, e più di 1.200 furono uccisi. A titolo di intervento, tanto isolato quanto coraggioso, è da ricordare Bernhard Lichtenberg proclamato beato, che per le sue battaglie contro lo sterminio (allo scopo di avere purezza di razza ariana da parte del regime nazista) dei non adatti alla sopravvivenza, fu inviato al campo di Dachau, al quale non giunse vivo, morendo nel viaggio a causa della debilitatissima salute, provata dalle innumerevoli vessazioni precedentemente inflittegli.

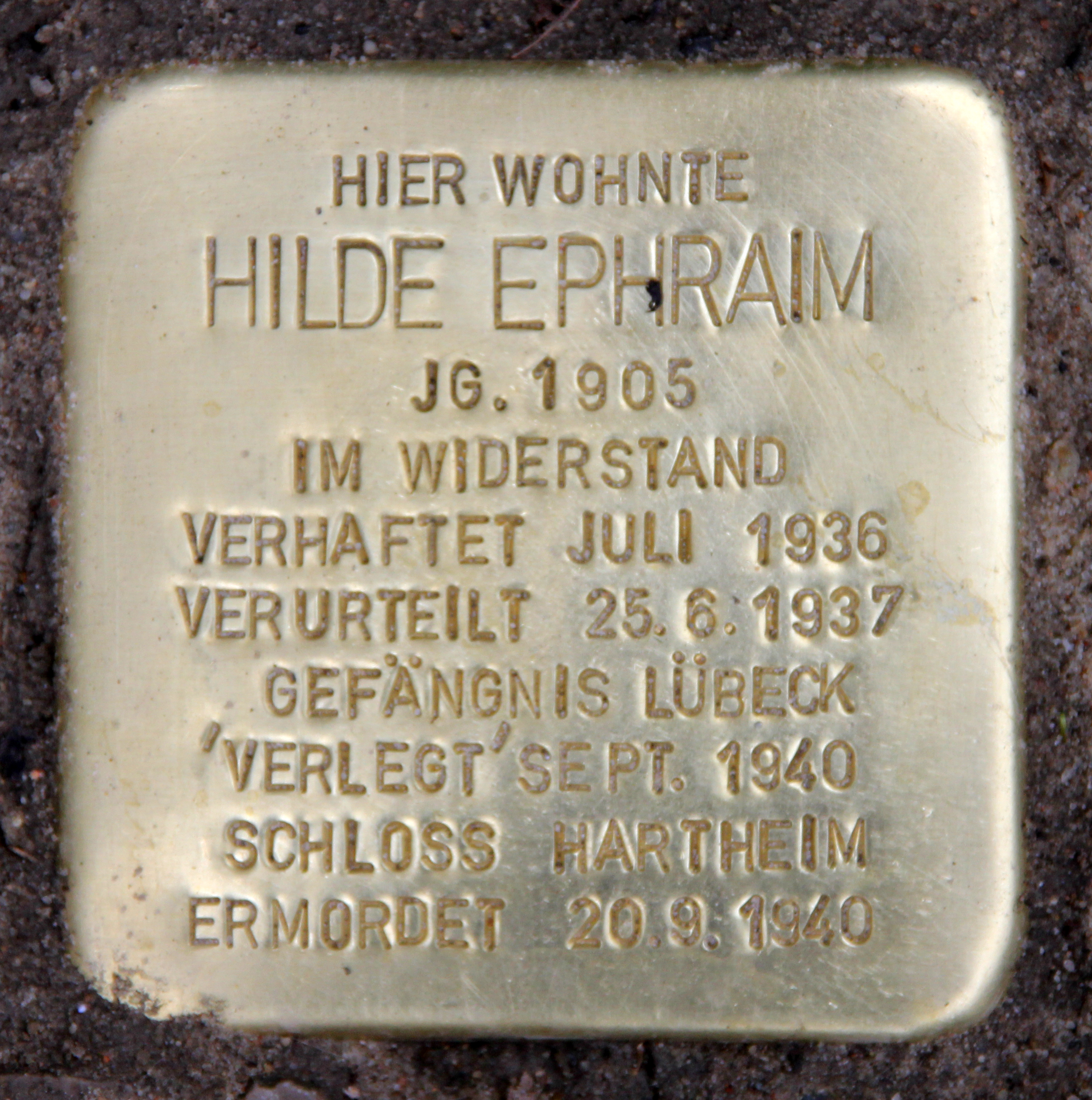
"Pietra d'inciampo" sistemata nella Bayerische straße, nr. 20, a Berlino-Wilmersdorf dedicata a Hilde Ephraim (1905-1940), assistente sociale, che si oppose agli omicidi nazisti del programma Aktion T4, condannati dall'arcivescovo von Galen

Uno dei gruppi di resistenza più importanti della seconda guerra mondiale è stato quello del sacerdote austriaco Heinrich Maier, che ha costruito una resistenza attiva contro le istruzioni espresse dei suoi superiori della chiesa. Il gruppo non solo ha offerto resistenza passiva, ma ha anche voluto accorciare attivamente la guerra. Inoltre, Maier ha informato gli Alleati sulle fabbriche di V-1, V-2, carri armati Tiger, Me-109 e altri velivoli, oltre a prodotti essenziali per lo sforzo bellico come acciaio, cuscinetti a sfera e carburanti. Da un lato per dirigere i bombardieri alleati verso obiettivi efficaci e dall'altro per proteggere la popolazione. Molte informazioni erano fondamentali per l'operazione Hydra e l'operazione Crossbow, entrambe importanti per l'operazione Overlord. Il gruppo ha anche aiutato i soldati della Wehrmacht e delle SS a fingere malattie per evitare il fronte. Maier ha cercato nel suo movimento di unire persone politicamente importanti di tutti i partiti del periodo prebellico. Attraverso Walter Caldonazzi, il gruppo di resistenza era in contatto con i combattenti della resistenza italiani e, tramite Franz Josef Messner, le informazioni sull'omicidio di massa degli ebrei potevano essere comunicate molto presto agli alleati. Maier e il suo gruppo sono stati smascherati e la maggior parte dei membri è stata gravemente torturata e giustiziata.

## L'opposizione di militari e aristocratici
Dopo l'ascesa al potere di Hitler, strenuo difensore delle prerogative e del potenziamento dell'esercito tedesco, i vertici militari appoggiarono entusiasticamente il nuovo regime nazionalsocialista. L'appoggio incondizionato alle politiche del regime si incrinò quando le aggressive mosse territoriali di Hitler fecero temere ai militari che la Germania avrebbe dovuto fronteggiare nell'immediato un nuovo conflitto senza che le forze armate fossero completamente pronte a sostenerlo.
La rioccupazione della Renania, l'annessione dell'Austria e la occupazione dei Sudeti, operazioni ottenute senza spargimento di sangue, furono sufficienti a far capire ad alcuni tedeschi la portata e le conseguenze delle ambizioni hitleriane e per questo, a partire dal 1938, furono attivi diversi gruppi di oppositori appartenenti alla Wehrmacht (l'esercito tedesco), all'Abwehr (i servizi segreti militari) e a circoli diplomatici che pianificavano un rovesciamento del nazionalsocialismo.
Il gruppo di cospiratori includeva il brigadier generale Hans Oster, vicecomandante dell'Abwehr e che coinvolse successivamente anche il suo capo Wilhelm Canaris, l'ex-capo di Stato Maggiore dell'Esercito Ludwig Beck ed il feldmaresciallo Erwin von Witzleben. Al gruppo dei militari si aggiungevano alcuni diplomatici delusi, per vari motivi, del nazionalsocialismo: Carl Friedrich Goerdeler, borgomastro di Lipsia, Ulrich von Hassell, ambasciatore tedesco in Italia e Johannes Popitz, ministro delle Finanze del Land prussiano.
L'eterogeneo gruppo, spesso in disaccordo sulle modalità e gli scopi da raggiungere, cercò, tra il 1938 ed il 1939, di organizzare un colpo di Stato per scongiurare il pericolo di un nuovo conflitto mondiale che però fallì a causa dell'indecisione dei vertici militari rappresentati da Franz Halder e Walther von Brauchitsch, rispettivamente capo di Stato Maggiore e comandante in capo della Wehrmacht.
Ulteriore causa del fallimento fu l'incapacità delle potenze occidentali di porre freno alle mire espansionistiche di Hitler. Le politiche di appeasement britanniche e francesi trasformarono presso il popolo tedesco Hitler in un nuovo «messia» che stava conducendo la Germania alla grandezza senza nessuno spargimento di sangue; è ovvio che in tale condizioni il rovesciamento del Führer da parte dei militari sarebbe stato interpretato come un atto di tradimento e non di patriottismo verso la Germania.
Dopo lo scoppio del secondo conflitto mondiale le rapide e vittoriose campagne di Polonia (settembre 1939) e di Francia (maggio 1940), ottenute con un modesto contributo di vite umane e propagandate come frutto del «genio» strategico del Führer, smentirono le pessimistiche valutazioni dei generali tanto da indurre i congiurati a sospendere ogni nuovo tentativo.
L'avvio, nel giugno 1941, dell'Operazione Barbarossa - nome in codice che designava l'invasione dell'Unione Sovietica - scatenò nuove paure nei congiurati, stimolandoli all'azione: ad Ovest la Gran Bretagna non era stata sconfitta e gli Stati Uniti seppur teoricamente neutrali dimostravano un appoggio incondizionato alla causa democratica. Una campagna ad Est contro l'esercito russo, considerato dai vertici militari tedeschi poco efficiente ma dotato di riserve umane e materiali inesauribili, rese concreto il grande timore dei generali: una guerra su due fronti.
In questo periodo emerse tra i congiurati la figura del colonnello Henning von Tresckow, che servì, ricoprendo diverse posizioni, sul fronte orientale. Von Tresckow, già critico alle politiche di aggressione prima dello scoppio del conflitto, era rimasto disgustato dagli eccidi condotti dalle SS e dagli Einsatzgruppen in Polonia. Durante il suo servizio in Russia - una guerra condotta da ambo le parti con estrema crudeltà - ebbe modo di convincersi che l'unica soluzione per fare uscire la Germania da questa penosa condizione era di uccidere Hitler come un «cane rabbioso» e destituire i suoi accoliti di ogni potere.
Von Tresckow agì cercando di coinvolgere nel suo progetto numerosi alti ufficiali tedeschi tra i quali suo zio, il feldmaresciallo Fedor von Bock che comandava il Gruppo Armate Centro sul fronte orientale presso il quale lo stesso von Tresckow era in servizio. Tutti i comandanti interpellati (tra i quali Günther von Kluge, Erich von Manstein, Heinz Guderian e Gerd von Rundstedt) non si schierarono apertamente con von Tresckow pur non tradendolo; maggior successo ebbe il reclutamento tra giovani ufficiali Gruppo Armate Centro, meno timorosi di essere tacciati come traditori.
I primi mesi della guerra sembrarono dare, come già era successo in Polonia ed in Francia, ragione al «genio» di Hitler. Una serie di spettacolari avanzate vennero interrotte solo nel mese di dicembre alle porte di Mosca a causa dell'estremo freddo e dell'inasprimento della difesa sovietica. La terribile campagna invernale che ne conseguì - i soldati tedeschi non erano equipaggiati per il grande freddo russo a causa dell'ottimistica previsione che la guerra sarebbe finita prima dell'arrivo dell'inverno - vide una serie di scontri tra i generali che proponevano una ritirata generale verso posizioni più difendibili e meno esposte ed Hitler che pretendeva una resistenza «senza cedere un metro di terreno conquistato».
Su di lui pesava il precedente della terribile ritirata di Napoleone, che un secolo prima portò alla disfatta l'esercito francese.
Nella primavera 1942 i tedeschi non si erano ritirati e, pur avendo subito terribili perdite, si trovarono nella condizione di riprendere la loro travolgente offensiva.
Il malcontento dei militari esplose con l'Attentato a Hitler del 20 luglio 1944. Il fallimento di questo tentativo provocò un terribile inasprimento della sorveglianza e della repressione del dissenso.

## L'opposizione tedesca al nazismo all'esterno della Germania
È da tener ben presente che, oltre alla resistenza interna portata avanti dai partiti della sinistra e da frange legate alla Chiesa ed ai cristiano-sociali (ovvero resistenza di matrice non golpista e interna allo stesso regime nazista), ben 5.000 tedeschi andarono a combattere il fascismo in Spagna di cui circa 2.000 morirono.

## Il ricordo in Italia
Il Museo della Resistenza della Casa dello Studente di Genova è intitolato ad un operaio militante comunista tedesco, Rudolf Seiffert, catturato ed ucciso dai nazisti in Germania, proprio per rimarcare l'internazionalismo della Resistenza al nazifascismo.
Negli anni settanta, gli studenti della facoltà di ingegneria, dopo una serie di lotte e controversie, appoggiati da ex-capi partigiani, riuscirono sia a far intitolare l'Aula Magna a Giacomo Buranello, sia a riaprire le celle della Casa dello studente di Genova, dove venivano torturati antifascisti ed i partigiani all'epoca del prefetto Emanuele Basile, oggi vi è la sede del Museo della Resistenza che è meta di visita di scolaresche, specialmente nell'approssimarsi del 25 aprile, anniversario della Liberazione.

## Citazioni
voi vi siete difesi,

voi avete dato il grande,

per sempre vivo,

simbolo del cambiamento,

sacrificando la vostra calda vita,

per la libertà,

la giustizia e l'onore»
(Monumento alla Resistenza tedesca di Berlino)
(Colonnello generale Ludwig Beck, Capo di Stato maggiore dell'esercito tedesco, 1932-1938)
(Colonnello Claus Schenk von Stauffenberg)
(Maggior-Generale Henning von Tresckow)

## Antinazisti tedeschi
- Edgar André
- Bernhard Bästlein
- Georg von Boeselager
- Philipp von Boeselager
- Dietrich Bonhoeffer, pastore
- Cato Bontjes van Beek
- Willy Brandt
- Rudolf Breitscheid

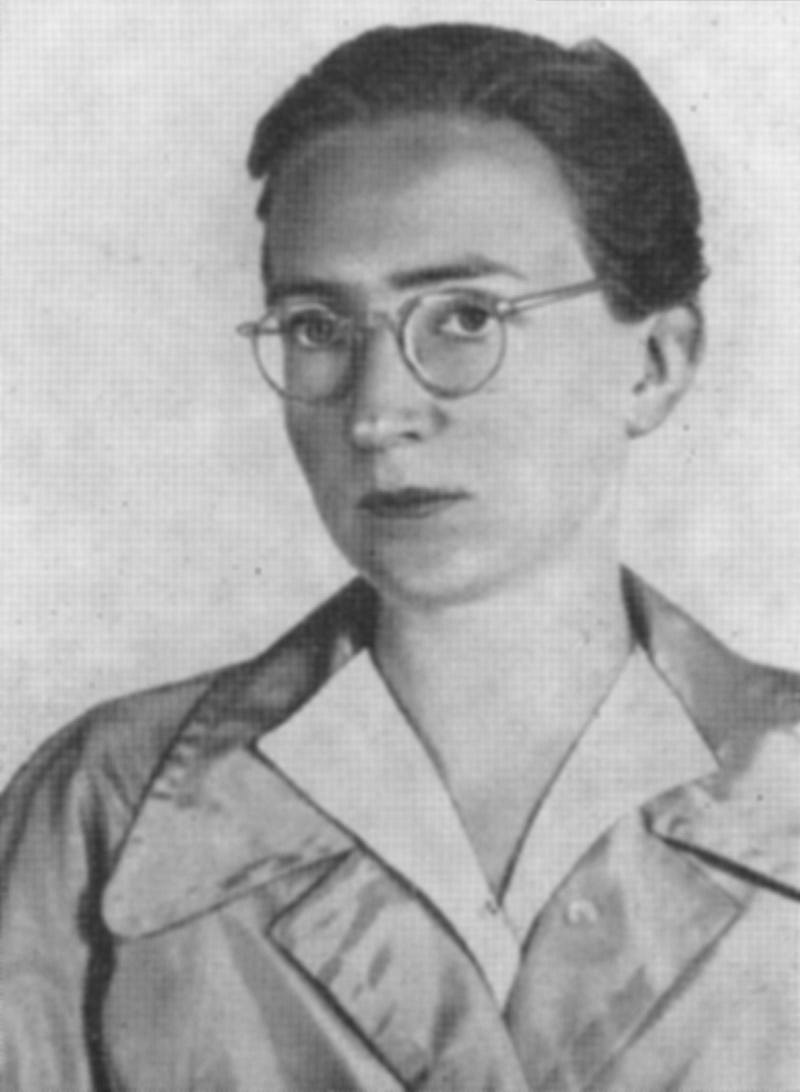
Hilde Rake

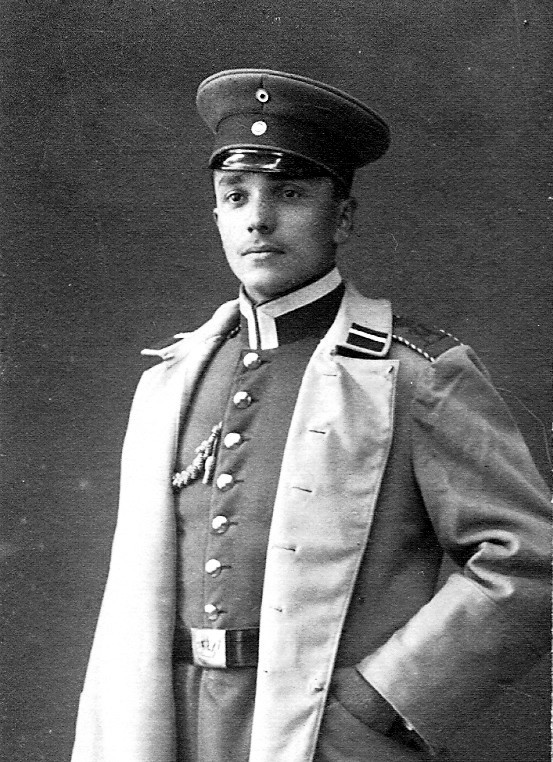
Friedrich Kellner

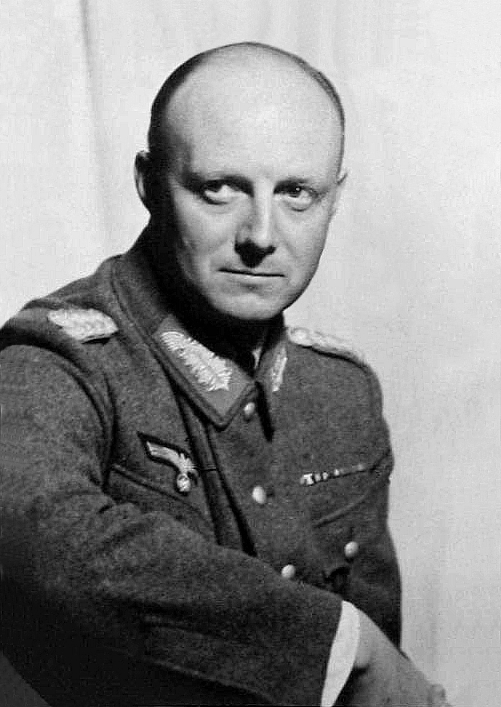
Henning von Tresckow

- Wilhelm Canaris, ammiraglio, capo dell'Abwehr, il servizio segreto militare tedesco
- Hans Coppi
- Hilde Coppi
- Alfred Delp, gesuita
- Hans von Dohnanyi
- Charlotte Eisenblätter, comunista, attiva nel Robby Gruppe
- Georg Elser
- Erich Fellgiebel, generale
- Fritz Michael Gerlich
- Hans Bernd Gisevius
- Carl Friedrich Goerdeler
- Willi Graf
- Clemens August Graf von Galen, vescovo
- Carl Friedrich Gördeler
- Arvid Harnack
- Mildred Harnack
- Ulrich von Hassell, diplomatico
- Liselotte Herrmann
- Helmuth Hübener, il più giovane oppositore giustiziato dai nazisti
- Kurt Huber
- Rudolf Jacobs, capitano di marina, partigiano nella resistenza italiana, caduto in combattimento
- Ernst Knaack comunista, attivo nel Robby Gruppe
- Friedrich Kellner
- August Landmesser
- Julius Leber
- Paul Schultz-Liebisch comunista, attivo nel Robby Gruppe
- Wilhelm Leuschner
- Gertrud Luckner, di origine britannica, si prodigò in particolare a favore degli ebrei
- Wessel Freytag von Loringhoven, colonnello
- Paul Massing, militante comunista
- Helmuth James Graf von Moltke
- Joseph Mueller
- Martin Niemöller
- Friedrich Olbricht, generale
- Hans Oster, generale
- Christoph Probst
- Ludwig Renn, comunista, combattente nella Guerra di Spagna
- Gerhard Ritter
- Josef Römer Beppo, capitano dell'esercito, militante comunista
- Bruno Von Salomon, dirigente movimento contadino
- Fabian von Schlabrendorff
- Alexander Schmorell
- Hans e Sophie Scholl
- Harro Schulze-Boysen
- Libertas Schulze-Boysen
- Alexander Stenbock-Fermor, militante comunista di origine nobiliare
- Claus von Stauffenberg, colonnello
- Werner Seelenbinder, comunista, campione di lotta greco-romana, attivo nel Robby Gruppe
- Hellmuth Stieff, generale
- Ernst Thälmann, operaio, uno dei capi del KPD
- Fritz Thiele, generale
- Henning von Tresckow, generale
- Adam von Trott zu Solz
- Robert Uhrig, operaio berlinese[15], membro del KPD, capo del Robby Gruppe, organizzazione clandestina comunista[16]
- Bodo Uhse, dirigente movimento contadino
- Erwin von Witzleben, feldmaresciallo
- Peter Yorck von Wartenburg, giurista

## Gruppi antinazisti tedeschi
- Aktion Rheinland ("Azione Renania")
- Attentat vom 20. Juli 1944 Gruppen ("Gruppo dell'Attentato del 20 Luglio 1944")
- Corp Saxo-Borussia Heidelberg ("Corpo Sassonia-Borussia Heidelberg")
- Die Rote Drei ("Le Tre Rosse")
- Dresdner  Meuten ("Bande di Dresda")
- Edelweißpiraten ("Pirati della stella alpina")
- Ehrenfelder Gruppe o Steinbrück-Gruppe ("Gruppo di Ehrenfeld" o "Gruppo Steinbrück")
- Freiheitsaktion Bayern (FAB) ("Azione per la Libertà Baviera")
- Kreisauer Kreis ("Circolo di Kreisau")
- Leipziger Meuten ("Bande di Lipsia")
- O7 - Organisation im Wehrkreis VII ("O7 - Organizzazione nel VII Distretto Militare")
- Rote Kapelle ("Orchestra Rossa")
- Schulze-Boysen/Harnack-(Gegner) Kreis Gruppen ("Gruppo Schulze-Boysen/Harnack-Circolo (Avversario)")
- Schwarze Kapelle ("Orchestra Nera")
- Saefkow-Jacob-Bästlein-Organisation ("Organizzazione Saefkow-Jacob-Bästlein")
- Septemberverschwörung ("Cospirazione di Settembre" o "Cospirazione Oster")
- Swingjugend o Swings o Swingheinis ("Gioventù Swing" o "Swing" o "Swinguità")
- Trepper und Gurewitsch Gruppen ("Gruppo Trepper e Gurewitsch")
- Weiße Rose ("Rosa Bianca")

### In lingua tedesca
- Günther Buchstab (a cura di), Christliche Demokraten gegen Hitler, Freiburg im Breisgau, Herder, 2004, ISBN 9783451208058.
- Willy Buschak, "Arbeit im kleinsten Zirkel". Gewerkschaften im Widerstand gegen den Nationalsozialismus, Hamburg, 1993, ISBN 3-87916-017-1.
- Ulrich Cartarius, Opposition gegen Hitler. Deutscher Widerstand 1933-1945, Berlin, 1984, ISBN 3-88680-110-1.
- Carsten Dipper, Der deutsche Widerstand und die Juden, in Geschichte und Gesellschaft, vol. 9,  pp. 349-380.
- Joachim Fest, Staatsstreich. Der lange Weg zum 20. Juli, Berlin, 1994, ISBN 3-88680-539-5.
- Jan Foitzik, Zwischen den Fronten. Zur Politik, Organisation und Funktion linker politischer Kleinorganisationen im Widerstand 1933 bis 1939/40, Bonn, 1986, ISBN 3-87831-439-6.
- Christian Graf von Krockow, Eine Frage der Ehre. Stauffenberg und das Hitler-Attentat vom 20. Juli 1944, 2002, ISBN 3-87134-441-9.
- Johann Neuhäusler, Kreuz und Hakenkreuz. Der Kampf des Nationalsozialismus gegen die katholische Kirche und der kirchliche Widerstand, München, Verlag Katholische Kirche Bayerns, 1946.
- Hubert Roser, Widerstand als Bekenntnis. Die Zeugen Jehovas und das NS-Regime in Baden und Württemberg, 1999, ISBN 3-89669-899-0.
- Horst R. Sassin, Widerstand, Verfolgung und Emigration Liberaler 1933-1945, Bonn, 1983, ISBN 3-920590-06-6.
- Peter Steinbach, Der 20. Juli 1944. Gesichter des Widerstands, 2004, ISBN 3-88680-155-1.

### In lingua inglese
- The Conscience in Revolt: Portraits of the German Resistance 1933-1945, raccolti e curati da Annedore Leber in collaborazione con Willy Brandt e Karl Dietrich Bracher, Mainz, Hase & Koehler, 1994, ISBN 3-7758-1314-4.
- Donald Goddard, The Last Days of Dietrich Bonhoeffer, New York, Harper and Row, 1976, ISBN 0-06-011564-5.
- Ulrich von Hassell, The Von Hassell Diaries 1938-1944. The Story of the Forces Against Hitler Inside Germany, Doubleday, 1947, ISBN 0-404-16944-9. Ristampa della Greenwood Press, 1971. ISBN 0-8371-3228-2.
- Klemens von Klemperer, German Resistance Against Hitler: The Search for Allies Abroad 1938-1945, Oxford, OUP /Clarendon Press, 1992, ISBN 0-19-821940-7.
- Richard Lamb, The Ghosts of Peace, 1935-45, Salisbury, Wiltshire, Michael Russell, 1987, ISBN 0-85955-140-7.
- Hans Mommsen e Angus McGeoch, Alternatives to Hitler: German Resistance Under the Third Reich, Princeton, Princeton University Press, 2003, ISBN 0-691-11693-8.
- Gerhard Ritter, The German Resistance: Carl Goerdeler's Struggle Against Tyranny, traduzione di R.T. Clark, Freeport, N.Y., Books for Libraries Press, 1970.
- Hans Rothfels, The German Opposition to Hitler: An Assessment, London, Longwood Press, 1970  [1948], ISBN 0-85496-119-4.
- Gregor Schöllgen, A Conservative Against Hitler: Ulrich von Hassell, Diplomat in Imperial Germany, the Weimar Republic, and the Third Reich, 1881-1944, New York, St. Martin's Press, 1991, ISBN 0-312-05784-9.
- Sir John Wheeler-Bennett, The Nemesis of Power: The German Army in Politics 1918-1945, London, Palgrave Macmillan, 2005  [1953], ISBN 1-4039-1812-0.

### In lingua italiana
- Piegarsi vuol dire mentire, Milano, Edizioni Zero in Condotta, 2005.
- Mario Bendiscioli, Germania religiosa nel Terzo Reich. Conflitti religiosi e culturali nella Germania nazista. Dalla testimonianza (1933-1945) alla storiografia (1946-1976), Brescia, Morcelliana, 1977.
- T. Derbent, Resistenza comunista in Germania. 1933-1945, Jesolo, Zambon Editore, 2011.
- Marion Donhoff, Per l'onore. Aristocratici tedeschi contro Hitler, Il Minotauro, 2002.
- Joachim Fest, Obiettivo Hitler. La Resistenza al nazismo e l'attentato a Hitler del 20 luglio 1944, collana Collezione Storica, Milano, Garzanti, 1996.
- Clemens August Graf von Galen, Un vescovo indesiderabile. Le grandi prediche di sfida al nazismo, Padova, Edizioni Messaggero, 1985.
- Paolo Grezzi, Sophie Scholl e la Rosa Bianca, Brescia, Morcelliana, 1994.
- Romano Guardini, La Rosa Bianca, a cura di Michele Nicoletti, Brescia, Morcelliana, 1994.
- Ulrich von Hassell, Diario segreto 1938-1944. L'opposizione tedesca a Hitler, Roma, Editori Riuniti, 1996.
- Peter Hoffmann, Tedeschi contro il nazismo. La resistenza in Germania, Bologna, Il Mulino, 1994.
- Indro Montanelli, Morire in piedi. Rivelazioni sulla Germania segreta 1938-1945, collana Il Mondo Nuovo, n. 13, Milano, Longanesi, 1949. In Opere di Indro Montanelli, prefazione di Sergio Romano, Milano, Rizzoli, 2006. ISBN 978-88-17-00922-5.
- Claudio Natoli, La resistenza tedesca 1933-1945, Milano, Franco Angeli, 1989.
- Berto Perotti, L'anno zero della Germania rossa, Bari, Edizioni Dedalo, 1991, ISBN 9788822061232.
- Gerhard Ritter, I cospiratori del 20 luglio 1944. Carl Goerdeler e l'opposizione antinazista, Torino, Einaudi, 1960.
- Hans Rothfels, L'opposizione tedesca al nazismo, Bologna, Cappelli, 1958.
- Inge Scholl, La rosa bianca, Firenze, La Nuova Italia, 1978.
- Jacques Sémelin, Senz'armi di fronte a Hitler. La resistenza civile in Europa 1939-1943, traduzione di Claire-Lise Vuadens, Casale Monferrato, Sonda, 1993.
- Tommaso Speccher, Storie della resistenza tedesca, Roma, Bari, Laterza, 2025, ISBN 9788858157145.

### In lingua francese
- Günther Weisenborn, Une Allemagne contre Hitler, éd. du Félin, 2007.